# Mölntorp
Mölntorp is een plaats in de gemeente Hallstahammar in het landschap Västmanland en de provincie Västmanlands län in Zweden. De plaats heeft 155 inwoners (2005) en een oppervlakte van 14 hectare.